# Upplands runinskrifter 996

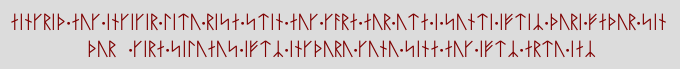
Runslingan på U 996

Runinskrift U 996 är en runsten som står i Karberga, Funbo socken och Uppsala kommun, Rasbo härad i Uppland.

## Stenen
Stenen står vid vägen mellan Funbo kyrka och Åby utmed infarten till en privat tomt. Där står den i skuggan av en stor syrenbuske. Med en höjd på cirka tre meter är den ovanligt stor i jämförelse med andra runstenar från trakten. Tyvärr är målningen och inskriften rätt grund och mycket sliten. Texten som berättar att minnesmärkets anhöriga både låtit bygga själahus och göra ör (bygga grusbank)
lyder enligt nedan:

## Inskriften

### Inskriften i runor[2]
ᛅᛁᚾᚴᚱᛁᚦ᛫ᛅᚢᚴ᛫ᛁᚾᚴᛁᚴᛁᚱ᛫ᛚᛁᛏᚢ᛫ᚱᛁᛋᛅ᛫ᛋᛏᛁᚾ᛫ᛅᚢᚴ᛫ᚴᚨᚱᛅ᛫ᛅᚢᚱ᛫ᚢᛏᛅ᛫ᛁ᛫ᛋᚢᚾᛏᛁ
ᛁᚠᛏᛁᛦ᛫ᚦᚢᚱᛁ᛫ᚠᛅᚦᚢᚱ᛫ᛋᛁᚾ᛫ᚦᚢᚱ‍᛫ᚴᛁᚱᛅ᛫ᛋᛁᛚᚢᛅᚢᛋ᛫ᛁᚠᛏᛦ᛫ᛁᚾᚴᚦᚢᚱᚢ
ᚴᚢᚾᚢ᛫ᛋᛁᚾᛅ᛫ᛅᚢᚴ᛫ᛁᚠᛏᛦ᛫ᛅᚱᛏᚢ᛫ᛁᛅᛦ

### Inskriften i translitterering
ainkriþ auk in[k]ik[i]r l[i]tu r[i]sa stin auk kera aur u(t)a (i) (s)u[n]ti
iftiR þuri faþur [s]in þur-- ...(t) kira siluaus iftR ink-[þu]ru
kunu sina auk iftR  -(a)(r)tu iaR

### Inskriften i översättning[4]
"Ingrid och Ingegärd läto resa stenen och
göra vadställe ute i sundet till minne av Tore, sin fader.
Tore lät göra en själastuga till minne
av Ingetora, sin hustru, och av..."